# Ilmandu
Ilmandu is een plaats in de Estlandse gemeente Harku, provincie Harjumaa. De plaats heeft de status van dorp (Estisch: küla).

## Bevolking
Het dorp had 505 inwoners op 31 december 2011 en 401 inwoners op 31 december 2021.